# Hillman (Minnesota)
Hillman es una ciudad ubicada en el condado de Morrison en el estado estadounidense de Minnesota. En el Censo de 2010 tenía una población de 38 habitantes y una densidad poblacional de 26,72 personas por km².

## Geografía
Hillman se encuentra ubicada en las coordenadas 46°0′28″N 93°53′19″O / 46.00778, -93.88861. Según la Oficina del Censo de los Estados Unidos, Hillman tiene una superficie total de 1.42 km², de la cual 1.42 km² corresponden a tierra firme y (0%) 0 km² es agua.

## Demografía
Según el censo de 2010, había 38 personas residiendo en Hillman. La densidad de población era de 26,72 hab./km². De los 38 habitantes, Hillman estaba compuesto por el 100% blancos, el 0% eran afroamericanos, el 0% eran amerindios, el 0% eran asiáticos, el 0% eran isleños del Pacífico, el 0% eran de otras razas y el 0% pertenecían a dos o más razas. Del total de la población el 0% eran hispanos o latinos de cualquier raza.